# Lennart Binder
Lennart Binder (* 1948 in Stockholm) ist ein österreichischer Rechtsanwalt und Menschenrechtsaktivist.

## Leben und Werk
Binder ist der Sohn von Anni und Otto Binder, der die Konzentrationslager Dachau und Buchenwald überlebte und schließlich mit seiner Frau nach Schweden emigrierte. 1949 kehrte die Familie nach Österreich zurück. An die von seinem Vater in Buchform erzählte Folter der Nazis fühlt sich Binder eigenen Angaben zufolge heute „...oft erinnert, wenn ihm Flüchtlinge von ihrem Leidensweg erzählen.“
Seit Jahrzehnten vertritt Binder Menschen bei der Durchsetzung ihrer Grundrechte. Dazu zählen Flüchtlinge aus Afrika, die im Rahmen der Operation Spring überwacht und schließlich in einer Razzia verhaftet wurden, mutmaßliche Jihadisten, pakistanische Asylwerber, aber auch besachwaltete Klienten und Opfer von möglicher Behördenwillkür aus Österreich. Einer breiteren Öffentlichkeit bekannt wurde Binder als Strafverteidiger nach der Operation Spring des Jahres 1999: Er konnte laut der Tageszeitung Der Standard „...nicht nur beweisen, dass der damalige Hauptangeklagte kein Drogendealer, sondern dass überhaupt die ganze Polizeiaktion zu weiten Teilen ein Fehlschlag war.“
Im Fall von Mohamed Mahmoud, Österreichs erstem verurteilten Islamisten, erreichte Binder, dass der Prozess wegen eines Formalfehlers wiederholt werden musste. Er beantragte die Löschung sämtlicher Daten, die die Polizei im Zuge der Internet-Überwachung seines Mandanten mittels Keylogg-Kontrolle und Screenshots erlangt hatte. Die Verwendung einer Angriffs-Software überschreite Binders Meinung nach "...selbst im äußersten Wortsinn der Zulässigkeit eine optische Überwachung" und dürfe daher vom Gericht nicht verwertet werden.
Binder ist Gründer und Obmann des MigrantInnenvereins St. Marx, einer Rechtsberatung für Flüchtlinge und Migranten an in Asyl- und fremdenrechtlichen Angelegenheiten. Der Verein bezieht keine öffentlichen Subventionen und finanziert seinen Betrieb ausschließlich über Beiträge seiner Klienten und Spenden.
Regelmäßig bezieht Binder in der Öffentlichkeit Stellung gegen die seiner Meinung nach menschenrechtswidrige Praxis von Polizei und Justiz in Österreich gegenüber Flüchtlingen und Asylwerbern, und er scheut auch nicht davor zurück, eigene Standeskollegen zu kritisieren.
Binders Schwester Margit Fischer (* 1943) ist die Ehefrau des achten österreichischen Bundespräsidenten Heinz Fischer.

## Zitat
„Eine Situation, in der man das Gefühl hat, dass Recht gar nicht mehr Recht ist, sondern Unrecht? Da stößt man regelmäßig an. Die obersten Gerichtshöfe sind in Österreich offenbar gar nicht der Meinung, dass sie für Einzelfallrechtsprechung zuständig seien. Es geht ihnen nur um eine Vereinheitlichung der Rechtsprechung. Sie überprüfen in der Instanz dann auch nicht die Gerechtigkeit, sondern nur ob die Entscheidung der üblichen Norm entspricht. Insofern haben Recht und Gerechtigkeit eigentlich wenig miteinander zu tun.“

## Filmografie
- 2005: Operation Spring